# 高等農林学校
旧制教育機関 ＞ 旧制高等教育機関 ＞ 旧制専門学校 ＞ 旧制実業専門学校 ＞ 高等農林学校
高等農林学校（こうとうのうりんがっこう）は、第二次世界大戦後に学制改革が行われるまで存在した旧制専門学校（実業専門学校）のうち、農業・農学・林学に関する高等教育機関の名称。略して「高農」とも呼ばれる。
なお、この項目では厳密な意味での高等農林学校のみならず、高等蚕糸学校（高蚕）・高等園芸学校（高園）および1940年代以降に新設された農林専門学校・農業専門学校（農専）についても広義の「高等農林学校」に含め一括して言及することとする。

## 概要
- 第二次世界大戦以前は、のちに東京農業大学に昇格した東京高等農学校を主要な例外として、ほとんどが官立校であった。
- 1944年に高農は農林専門学校（農専）、高蚕は繊維専門学校（繊専）と改称された。さらにこれ以降、官公立の農林専門学校・農業専門学校が各地に設立された。
- 京都・大阪の2府立大学に編入した京都・大阪の2府立農専を主要な例外として、官公立高農・農専のほとんどは国立大学農学部に継承されている。
- 新制高等学校である「農業高等学校」と混同しないよう注意を要する。

## 歴史

### 前史
- 明治前期には、西洋農法の導入を中心とする維新政府の勧農政策に基づき、札幌農学校と駒場農学校が設立された。札幌農学校（1876年開校）は大農経営とアメリカ農法を標榜し開拓使（のち北海道庁）の管轄下に置かれたのに対し、駒場農学校（1878年開校）は小農経営とドイツ農法をとり、内務省（のち農商務省）管轄下という違いがあった。一方農民の側からは、老農や一部自作農などの篤農家を中心に、経験の交流を通じ優れた農業技術の普及を図る農談会を基礎として、1881年に大日本農會が形成された。
- 駒場農学校は東京山林学校（1882年開設）とともに新設の東京農林学校に吸収され（1886年）、さらに農林学校は1890年に帝国大学に合併されて同農科大学となり（同時に文部省に移管）、のちの東京大学農学部の源流となった。この頃から、農業教育機関が農商務省から文部省へ移管される流れが顕著になり、札幌農学校も1895年には北海道庁から文部省に移管、ついで1907年の東北帝国大学設立に伴いその農科大学として合流した（1918年、北海道帝国大学として分立し同大学農学部の源流となった）。また大日本農會は東京農学校（徳川育英黌農業科が独立し発足）の経営を委ねられ、これを附属の東京高等農学校とした（1901年）。

### 高農の成立と拡充
- 20世紀が始まった時点では、農学関係の独立した高等教育機関は、上記のように官立の札幌農学校と私立の東京農学校しか存在しなかったが、1902年の盛岡高等農林学校設立を皮切りに、1908年の鹿児島高農、さらに1910年-1914年の上田・東京・京都の3高蚕と、官立学校の設立が続いた。これらはいずれも文部省所管であり、1903年制定の専門学校令の適用を受けた。
- 第一次世界大戦後には高等教育機関拡充の動きの中でさらに鳥取・三重・宇都宮・岐阜・宮崎の官立5高農が1920年-1924年に設立され、1929年には千葉県立園芸学校が文部省に移管され高等園芸学校となった。また帝国大学においては、これ以前から農学部が設置されていた東京帝大に加えて1920年-1923年には九州帝国大学・京都帝国大学でも農学部が新設された。
- しかし専門学校の単科大学昇格という点で言えば、官立2校・公立1校が昇格した高等商業学校、官立2校が昇格した高等工業学校と異なり、高農の場合は私立1校（東京高等農学校）が東京農業大学として大学昇格を果たすにとどまった。
- この時期、高商・高工に比すると高農の設置要求の声は小さく、そのため文部省は高農よりも高商・高工の設立を優先する政策を採り、農業教育全体においても中等教育以下（実業学校中の甲種・乙種農業学校および農業補習学校、さらに小学校）を重視していた。高農が重視されなかった背景には、当時の産業構造の中で農業の位置が相対的に低下していたことや、高農における教育が研究中心であり実際の農業経営には役立たないという批判が多かったことなどがあげられる。実際、入学者の中では農業学校の卒業者よりも中学校からの者の方が多く、官立8高農の卒業者の中では、千葉高園を例外として、農業に就くものは少数であり、むしろ官公吏として農業の指導奨励にあたるものが多数を占めていた。

### 戦時期の再編・拡充
- 1930年代以降は満蒙開拓移民などの動きを見すえ、高農においても海外移住のための教育訓練が進められた。1933年には拓殖訓練所が盛岡・三重・宮崎3高農に付設され、前2校は「満蒙」方面、宮崎では南米方面への農業移民の指導者や農業移住者・農業技術者の育成を目的とした[1]。また正規の学科としては、1935年に東京帝大から独立して発足した東京高農において拓殖学科が設置され、中国大陸での農業指導者の養成が企図された。
- 1937年には中等教育における農業教員養成のため、東京帝大から独立して東京農業教育専門学校が設立された。
- 日中戦争が開始されると、軍馬の需要増大を背景に内地・中国大陸における獣医の必要性が高まり、1938年 - 1939年にはすべての高農で獣医学科の新設もしくは増設が進められ、また獣医学に特化した専門学校として1941年に帯広高等獣医学校を設置、さらに農業専門学校設置を計画していた慶應義塾は獣医畜産学科を新設することで慶應義塾獣医畜産専門学校 (旧制)の設置にこぎつけた。
- 第二次世界大戦中の1944年には高農は農林専門学校、高蚕は繊維専門学校と改称（千葉の高園は農業専門学校と改称）された。またこの年から戦後の1947年に至るまで、農産資源の増強を目的に官公立の農専（農林専門学校および農業専門学校）が各地で新設され、学校数が倍増する結果となった。これらの農専はほとんどが既存の公立農林学校・農業学校・園芸学校（旧制中等教育学校相当の実業学校）に併置される形で設立された。全体としてみると戦時体制下において高農（農専）の拡充は学校の新設ではなく、学科の新増設・再編という形での動きが中心であり（この点、高工（工専）とは大きく異なる）、学校自体の新設が進んだのはむしろ戦争終結後である。

### 新制大学への移行
- 旧制農専・繊専のほとんどは、戦時中激増した工専・医専と同様、学制改革に際して単独での大学昇格はされず、「一県一国立大」の原則が示された官立校や一部の公立校においては、新制の国立大学に包括され農学部・繊維学部・園芸学部となった。
- 公立校も京都府立と大阪府立の農専は公立総合大学に包括された一方、静岡・島根・香川・愛媛の4公立農専は、県立農科大学として単独での大学昇格を果たした。さらに新制大学として県立の兵庫農科大学が設置されたが、文部省による県立大学整理の方針に基づき1960年代半ばまでに、これらの公立単科農大は国立の総合大学に併合され農学部として改組された。また、滋賀県には、1933年創立の県立農業講習所を改組して、滋賀県立農業短期大学が設置された。
- 一方で、慶應義塾獣医畜産専門学校や福岡市立農専のように、大学・短大昇格を断念し、新制の高等学校に用地や施設を転用した学校もあった。

## 主要な高等農林学校
校名はすべて設立当時の名称で、カッコ内は設立年と現在の大学・学部。国内（内地）の官公立校の場合、新制国立大学への包括は特に断らない限り1949年5月であり、学校としての廃止は1951年3月である。

### 大学附属専門部
- 東京農業大学専門部（1925年5月・現東京農業大学）〈私立〉
  - 大日本農會付属東京高等農学校（1901年7月設立）が、大学令による東京農業大学設立に伴って改組され設置（詳細は当該項目参照）。
  - 農学科・農芸化学科・農業拓殖科・農業工学科・造園科を設置。
  - 1950年に専門部の研究・教育組織を母体に東京農業大学短期大学が設置された。

- 北海道帝国大学附属農林専門部（1945年6月：北海道大学農学部に吸収）
  - 北海道帝国大学農学実科（1907年9月東北帝国大学農科大学時代に設置）・同林学実科（1910年9月同じく）を統合し設置。
  - 農学科・林学科を設置。

- 台北帝国大学附属農林専門部
  - 台北高等農林学校を統合し、附属農林専門部を設置（1928年）
  - 附属農林専門部を台湾総督府台中高等農林学校（台湾総督府台中農林専門学校）として分離独立（1943年）

- 日本大学専門部拓殖科（1937年3月・現日本大学生物資源科学部）〈私立〉
  - 拓殖科に農業・貿易専攻、水産経営専攻、園芸薬草専攻が設置された。
  - 水産経営専攻、園芸薬草専攻、農業専攻は1943年農学部に昇格
  - 1946年8月 専門部拓殖科を専門部農業経済学科に改組
  - 1948年4月 専門部農業経済学科を、法文学部より農学部に移管
  - 1950年には日本大学短期大学部に農業科を設置。

### 官立校
- 盛岡高等農林学校（1902年3月・現岩手大学農学部）
  - 農学科・林学科・獣医学科・農芸化学科・農業土木科を設置。
  - 1944年4月：盛岡農林専門学校に改称。

- 鹿児島高等農林学校（1908年3月・現鹿児島大学農学部）
  - 農学科・林学科・養蚕学科・農芸化学科・獣医学科を設置。
  - 1944年4月：鹿児島農林専門学校に改称。

- 上田蚕糸専門学校（1910年3月・現信州大学繊維学部）
  - 養蚕科・製糸科・絹紡織科・繊維化学科を設置。
  - 1944年4月：上田繊維専門学校に改称。

- 東京高等蚕糸学校（1914年4月・現東京農工大学工学部）
  - 前身は農商務省蚕業講習所（東京）。
    - 1886年10月：農商務省蚕病試験場として設置。
    - 1888年4月：蚕業試験場と改称。
    - 1896年3月：蚕業講習所と改称。
    - 1913年6月：文部省に移管。

  - 養蚕学科・裁桑学科・製糸学科を設置。
  - 1944年4月：東京繊維専門学校に改称。
  - 東京農工大学に包括され繊維学部となる（→1962年：工学部に改組）。

- 京都高等蚕業学校（1914年4月・現京都工芸繊維大学工芸科学部）
  - 前身は農商務省蚕業講習所（京都）（1889年3月：設置→1913年6月：文部省移管）。
  - 養蚕科・蚕種科・製糸科を設置。
  - 1931年3月：京都高等蚕糸学校に改称→1944年4月：京都繊維専門学校に改称。
  - 京都工芸繊維大学に包括され繊維学部となる（→2006年：工芸学部と統合し、工芸科学部に改組）。

- 鳥取高等農業学校（1920年11月・現鳥取大学農学部）
  - 農学科・農芸化学科・獣医学科を設置。
  - 1942年4月：鳥取高等農林学校に改称→1944年4月：鳥取農林専門学校に改称。

- 三重高等農林学校（1921年12月・現三重大学生物資源学部）
  - 農学科・農業土木学科・林学科を設置。
  - 1944年4月：三重農林専門学校に改称。

- 宇都宮高等農林学校（1922年10月・現宇都宮大学農学部）
  - 農学科・林学科・農政経済学科・獣医学科を設置。
  - 1944年4月：宇都宮農林専門学校に改称。

- 岐阜高等農林学校（1923年12月・岐阜大学農学部、2004年応用生物科学部に改組）
  - 農学科・林学科・農芸化学科・獣医学科を設置。
  - 1944年4月：岐阜農林専門学校に改称。

- 宮崎高等農林学校（1924年9月・現宮崎大学農学部）
  - 農学科・林学科・畜産学科・獣医学科を設置。
  - 1944年4月：宮崎農林専門学校に改称。

- 千葉高等園芸学校（1929年5月・現千葉大学園芸学部）
  - 前身は千葉県立高等園芸学校。本科（園芸科）・実務科を設置。
  - 1944年4月：千葉農業専門学校に改称。

- 東京高等農林学校（1935年4月・現東京農工大学農学部）
  - 東京帝国大学農学部実科（1898年5月）を改組し設立。
  - 農学科・林学科・獣医学科・拓殖学科を設置。
  - 1944年4月：東京農林専門学校に改称。

- 東京農業教育専門学校（1937年・東京教育大学農学部→筑波大学生物資源学類）
  - 東京帝国大学農学部農業教員養成所を改組し設立。

- 帯広農業専門学校（1946年4月・現帯広畜産大学畜産学部）
  - 帯広獣医畜産専門学校（1941年4月設立の帯広高等獣医学校を1944年4月に改称）を改組。

### 公立校
- 京都府立高等農林学校（1944年2月・現京都府立大学生命環境学部）
  - 農科・林科・農芸化学科を設置。
  - 1944年7月：京都府立農林専門学校に改称。
  - 1949年4月：西京大学（→1959年5月京都府立大学）設立により包括。

- 大阪府立大阪農業専門学校（1944年2月・現大阪公立大学農学部）
  - 園芸科・農芸化学科を設置。
  - 1949年4月：浪速大学（→1955年9月大阪府立大学）設立により包括され農学部となる（→2005年：生命環境科学部に改組）。
  - 2012年4月：大阪府立大学生命環境科学域・大学院生命環境科学研究科に改組

- 愛媛県立農林専門学校（1945年1月・現愛媛大学農学部）
  - 農科・林科・農業土木科を設置。
  - 1949年6月：愛媛県立松山農科大学に昇格→1954年4月：愛媛大学に併合。

- 長野県立農林専門学校（1945年2月・現信州大学農学部）
  - 農科・林科を設置。
  - 1949年5月：新制信州大学に包括→1952年7月：廃止。

- 新潟県立農林専門学校（1945年2月・現新潟大学農学部）
  - 農科・林科・農芸化学科を設置→1949年5月：新制新潟大学に包括。

- 福岡市立農業専門学校（1946年2月・廃止）
  - 農科・農業土木科・農業経済科を設置。
  - 1942年3月設立の福岡市立拓殖専門学校を改組。
  - 1949年8月：福岡県立福岡農業専門学校と改称→1951年3月：廃止（1951年4月：代替教育機関として福岡県立筑紫野高等学校専攻科設置）。

- 岡山県立岡山農業専門学校（1946年3月・現岡山大学農学部）
  - 農科・園芸科を設置→1949年10月：新制岡山大学に包括。

- 山形県立農林専門学校（1947年1月・現山形大学農学部）
  - 農科・林科を設置→1949年5月：新制山形大学に包括。

- 静岡県立静岡農林専門学校（1947年3月・現静岡大学農学部）
  - 農科・林科を設置。
  - 1950年4月：静岡県立静岡農科大学に昇格→1951年4月：静岡大学に併合。

- 島根県立農林専門学校（1947年3月・現島根大学生物資源科学部）
  - 農科・林科を設置。
  - 1951年4月：島根県立島根農科大学に昇格→1965年4月：島根大学に併合（→1995年：生物資源科学部に改組）。

- 香川県立農業専門学校（1947年3月・現香川大学農学部）
  - 農業科・農産製造科を設置。
  - 1950年4月：香川県立農科大学に昇格→1955年7月：香川大学に併合。

### 私立校
- 恵泉女子農芸専門学校（1945年3月・のち恵泉女学園短期大学→恵泉女学園大学に吸収）
  - 農芸科を設置。
  - 1947年3月：恵泉女学園専門学校に改称・英文科設置。

- 大和農芸女子専門学校（1945年3月・現聖セシリア女子短期大学）
  - 農芸科を設置。
  - 1950年3月：大和農芸家政短期大学に改組→1973年4月：大和学園女子短期大学→1984年4月：現校名に改称。

- 農民講道館農業専門学校（1946年・のち農民講道館農業短期大学となり廃校）
  - 農科・農芸化学科を設置。
  - 1950年6月：埼玉農業専門学校に改称。

- 群馬農林専門学校（1946年・1948年廃止）
  - 農科・林科・蚕糸科・農業経済科を設置。
  - 1948年8月：財団法人紅陵大学に移管され、紅陵専門学校群馬分校に改組 →1957年3月廃止。拓殖短期大学農業経済科に移行→1968年廃科。北海道拓殖短期大学に移行。

- 淑徳女子農芸専門学校（1946年4月・淑徳短期大学→淑徳大学短期大学部）
  - 農芸科・家政科・社会福祉科を設置。
  - 1950年：淑徳短期大学に改組。

- 明治農業専門学校（1946年6月・現明治大学農学部）
  - 農学科・畜産学科・農業土木学科を設置。
  - 1949年4月：新制明治大学に包括。
  - 所在地は千葉県千葉郡誉田村。農学部が神奈川県川崎市に移転したのちも誉田農場は2014年まで使用された。

- 慶應義塾獣医畜産専門学校（1944年・1949年廃止）
  - 農業科・林業科・獣医畜産学科・農芸化学科を設置。
  - 1948年3月：大学農学部転換を断念。1949年3月廃校（校地は慶應義塾農業高等学校〔新制〕に継承）。

### 外地の学校
- 台湾総督府高等農林学校（1922年）
  - 台湾総督府所管の官立学校。
  - 台湾総督府農林専門学校（1919年4月設立）を改称した。
  - 1927年：台北高等農林学校と改名。
  - 1928年：台北帝国大学へ移管。同大附属農林専門部に改組された。

- 台中高等農林学校（1942年・現国立中興大学農学院）
  - 台湾総督府所管の官立学校。
  - 1942年：台北帝大から附属農林専門部が分離、台中へ移転し設立。
  - 農学科・林学科・農芸化学科を設置。
  - 1943年：台中農林専門学校と改名。
  - 1945年：中華民国に接収。これ以降は日本統治時代の台湾の高等教育機関#農林専門学校を参照。

- 水原高等農林学校（1918年4月・現ソウル大学校農業科学生命大学）
  - 朝鮮総督府所管の官立学校。
  - 前身は水原農林学校（1904年設立の農商工学校を改組し1906年設立）。
  - のちに水原農林専門学校に改称。
  - 第二次世界大戦後にソウル大学校農科大学に継承され、ついで同大農業科学生命大学に改組。

- 大邱農業専門学校（1944年設立・現慶北大学校農業科学生命大学）
  - 朝鮮総督府所管の官立学校。
  - 第二次世界大戦後に慶北大学校農科大学に継承され、ついで同大農業科学生命大学に改組。

### その他
厳密な意味での旧制高等農林（農業）学校・農林（農業）専門学校ではないが、1950年までに創設され、現在の大学農学系学部の前身となっている学校は以下の通りである。
- 霞ヶ浦農科大学（1946年5月・現茨城大学農学部）〈私立・旧制〉
  - 1949年10月に県立に移管されて新制の茨城県立農科大学に改組、1952年4月茨城大学に併合された。

- 兵庫県立農科大学（1949年4月・現神戸大学農学部）〈新制〉
  - 1952年4月に県立兵庫農科大学に改称され、1966年4月神戸大学に併合された。

- 滋賀県立農業短期大学（1950年4月・現滋賀県立大学環境科学部）〈新制短大〉
  - 1933年創立の県立農業講習所が起源。1956年に滋賀県立短期大学に併合され、1995年4月滋賀県立大学に転換された。

## 関連書籍
- 海後宗臣（監修） 『日本近代教育史事典』 平凡社、1971年
- 『日本近現代史辞典』 東洋経済新報社、1978年
  - 尾崎ムゲン作成「文部省管轄高等教育機関一覧」参照
- 河路由佳ほか 『戦時体制下の農業教育と中国人留学生：1935～1944年の東京高等農林学校』 農林統計協会、2003年 ISBN 454103106X
  - 野本京子「戦時体制下の農業教育 - 農業専門学校を中心に - 」
- 秦郁彦（編）『日本官僚制総合事典；1868 - 2000』 東京大学出版会、2001年
  - 「主要高等教育機関一覧」参照